# サンマリンライナー

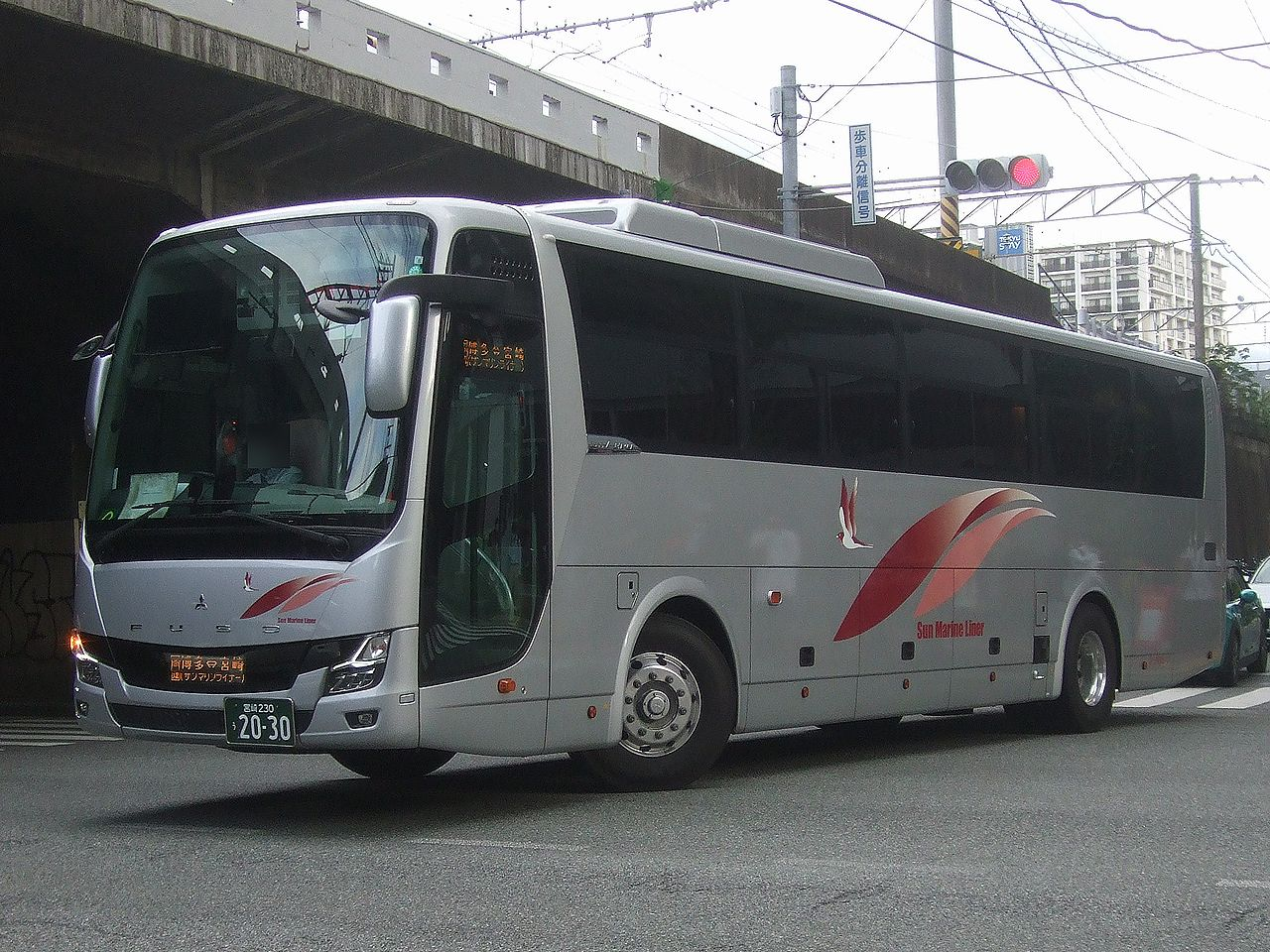
2020年8月より導入された現行車両

サンマリンライナーは、南九州観光バスが運行する、福岡県福岡市と宮崎県宮崎市を結ぶ高速バスである。
かつてはサンマリンツアー株式会社が主催するツアーバスであったが、のちに運行主体もサンマリンツアーとなり、さらに高速乗合バス化ののち南九州観光バスに譲渡された。

## 沿革
- 2005年 ツアーバスとして運行開始[1]。

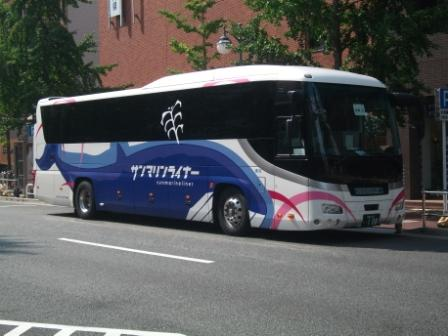
博多駅筑紫口バス停に停車中のサンマリンライナー

- 2008年10月20日 運行委託先をアイ観光バスから佐土原運送に変更。クジラデザインのバス運行開始。
- 2010年12月 自社での運行を開始。
- 2013年8月1日 新高速乗合バス制度移行により乗合化。3往復運行、運賃3500円（ツアーバス時代の旅行代金の約2倍）。ポイント会員サービスを終了。
- 2013年12月1日 回数券、WEB割を設定。10枚つづり回数券の場合1回あたり2300円となる。
- 2014年2月20日 停車停留所増設（益城バスストップ・清武バスストップ）。益城 - 宮崎県内間の運賃2,900円。
- 2014年7月1日 この日より7月16日まで運休。
- 2014年7月17日 ダイヤ改正し運行再開。運行本数は改正前と同じ3往復であるが、博多を朝出発する便と宮崎を午後に出発する便が廃止され、3往復とも宮崎発が午前中、博多発が午後の発車となり、宮崎県側からのみ日帰り利用可能なダイヤとなった。
- 2016年3月 「サンマリンライナー」の事業をサンマリンツアーから南九州観光バスに譲渡（運賃、ダイヤの変更なし）。
- 2017年11月3日 3往復中1往復が土日祝日・繁忙期のみの運行となる。
- 2018年12月16日 福岡市の発着地を博多駅筑紫口東総合庁舎前からHEARTSバスステーション博多に変更。
- 2020年4月6日 この日以降新型コロナウイルス感染症の世界的流行のため運休（8月7日から16日まで1往復のみ運行）。
- 2020年12月25日 この日以降、特定の日・期間に限り運行を再開（2021年夏季は繁忙期も運休）。
- 2021年12月18日 毎日運行を再開。福岡市の発着地をHEARTSバスステーション博多からキャナルシティ博多に変更。
- 2022年1月15日 この日以降新型コロナウイルス感染症の感染再拡大により運休。
- 2022年3月19日 この日以降特定の日・期間に限り1往復運行を再開。
- 2023年5月12日 キャナルシティ博多のバス停留所改修工事に伴い運休。
- 2024年10月26日 運行再開。福岡市の発着地を福岡空港国際線とし、土日祝日に限り1往復運行。
- 2025年2月1日 停車地に福岡空港国内線を追加。
- 2025年4月1日 この日より運休。

## 運行区間および運行概要
停車地
福岡空港国内線（福岡市博多区） - 福岡空港国際線（福岡市博多区） - 益城バスストップ（熊本県上益城郡益城町） - 都城北バスストップ（宮崎県都城市） - 清武バスストップ - 南宮崎駅前 - 宮崎駅東口 - 佐土原待機所
※特記以外の停車地は宮崎市内
朝に宮崎から福岡へ、夕方に福岡から宮崎への便が1本ずつ運行される。福岡空港と宮崎市内の間の所要時間は約4時間。宮崎県内のみおよび益城 - 福岡空港間のみの利用（乗車区間に益城 - 都城北間を含まない利用）はできない。
インターネット予約は高速バスドットコムでの取扱いで、コンビニ決済またはクレジットカード決済の選択となる。空席がある場合に限り予約なしでの乗車が可能。
ツアーバスとしての運行開始当初はサンマリンライナーがツアーの催行を行いアイ観光バスが運行していたが、2008年10月20日に運行会社が佐土原運送に切り替えられ、さらに自社で一般貸切自動車運送事業許可を取得して貸切バス事業を立ち上げ、2010年12月から自社での運行に変更している。ただし多客時などは南九州観光バスに運行委託したこともある。ツアーバス時代には最大で1日5往復の設定であったほか、別に臨時便も運行されていた時期もあった。アイ観光バスと佐土原運送は運行委託解除後、それぞれ「アイあいライナー」「トラポータ・ライン」の名で自社催行による福岡 - 宮崎間の都市間ツアーバス事業に参入したが、2013年8月1日の新高速乗合バス制度の施行に伴い、乗合バスには移行せず運行を中止した。

## 車両
2020年8月に新車（三菱ふそう・エアロエース）が導入されている。南九州観光バスが福岡 - 鹿児島間で運行する高速バス「南九号」に準じたデザインとなっている。
佐土原運送担当時より青いクジラをデザインした車両を運行開始、自社運行となってから2010年12月11日より同一デザインの新車のハイデッカー・4列シート・トイレ付きの日野・セレガといすゞ・ガーラに代替され、南九州観光バスに引き継がれ上記の新車と代替されるまで使用されていた。

## サンマリンツアー
2006年11月10日に設立。
当初は宮崎市と福岡市を結ぶツアーバス「サンマリンライナー」を主催し、2010年11月29日に一般貸切自動車運送事業許可を受けたことにより「サンマリンライナー」を自社直営運行に変更し、「サンマリンライナー」以外の貸切バス事業にも参入した。なお「サンマリンライナー」乗合化後も貸切バス事業は継続していた。
2013年7月29日に一般乗合自動車運送事業許可を受け「サンマリンライナー」を高速乗合バス化したが、「サンマリンライナー」については2016年3月16日付で南九州観光バスに事業譲渡の認可が出され、その後、同社に譲渡された。「サンマリンライナー」の事業譲渡と同時期に旅行業・貸切バス事業も休止し、2018年4月11日、会社の清算が完了し法人格が消滅した。
営業所とバス事業部は宮崎県宮崎市佐土原町下田島19228-2-102に置いており、南九州観光バス譲渡後も引き継がれている。